# Sumberejo Kidul
Sumberejo Kidul is een bestuurslaag in het regentschap Bojonegoro van de provincie Oost-Java, Indonesië. Sumberejo Kidul telt 4056 inwoners (volkstelling 2010).